# NGC 1661
NGC 1661 is een spiraalvormig sterrenstelsel in het sterrenbeeld Orion. Het hemelobject werd op 21 december 1881 ontdekt door de Franse astronoom Édouard Jean-Marie Stephan.

## Synoniemen
- PGC 16000
- UGC 3166
- MCG 0-13-8
- ZWG 394.9